# Воден знак
Воден знак, наричан също филигран в кодикологията, е изображение на хартия, което се вижда най-добре, когато тя се държи срещу светлината. Производителите на хартия употребяват водни знаци като фирмени. На банкнотите водният знак е признак, че те не са фалшиви.

## История
Първите водни знаци се появяват в Болоня, (Италия) в 1282 или 1283 г.
Главен наръчник на водните знаци на хартията е този на Брике (C.M. Briquet), а на пощенските марки на френския филателист Жак Амабл Легран от 1866 г.